# Anthostomella eucalyptorum
Anthostomella eucalyptorum är en svampart som beskrevs av Crous & M.J. Wingf. 2006. Anthostomella eucalyptorum ingår i släktet Anthostomella och familjen kolkärnsvampar.   Inga underarter finns listade i Catalogue of Life.